# Мекленбургско езерно плато
Мекленбургско езерно плато или Мекленбургско поезерие (на немски: Mecklenburgische Seenplatte) e обширна леко хълмиста равнина в Североизточна Германия, съставна част на Балтийските възвишения и Северогерманската равнина. Простира се мужду долините на реките Елба на запад и югозапад, Одер на изток и крайбрежието на Балтийско море на север, а на юг постепенно се понижава към южните участъци на Северогерманската равнина. Има силно разчленен релеф с множество моренни ридове и валове с максимална височина връх Хелптер Бег 179 m, разположен в източната му част. Явява се вододел между реките Варнов, Пене, Икер и др., течащи към Балтийско море и реките Елде, Досе, Хафел и др. десни притоци на Елба. Изпъстрено е с многочислени големи (Мюриц, Шверинерзе, Плауерзе) и малки езера. Почвите са предимно подзолисти. Обширни райони са заети от борови и букови гори, блата, торфища, мочурища и тресавища. Около 3/4 от територията му е земеделски усвоена, като се отглеждат ръж, овес, картофи, треви за кърма на животни, лен. Има развито месомлечно животновъдство, в езерата риболов и е предпочитана туристическа дестинация през последните години.